# Телевизионен форум
„Телевизионен форум“ е предаване на телевизия СКАТ с водещ Стефан Солаков. То е седмично, обзорно, политическо предаване. В него участват политически фигури, експерти, журналисти и зрители. Обсъждани са най-актуалните и парливи проблеми на България и съседните ѝ държави. Излъчват се репортажи и анкети със зрители на ТВ „СКАТ“. По време на предаването широката аудитория на „СКАТ“ участва директно в дискусията чрез отворените в студиото преки телефонни линии.
Предаването се излъчва на живо всяка събота от 10:30 часа.